# سیارک ۲۶۲۴۸
سیارک ۲۶۲۴۸ (به انگلیسی: 26248 Longenecker، نامگذاری:1998QZ48)۲۶۲۴۸مین سیارک کشف شده‌است که در ۱۷ اوت ۱۹۹۸ کشف شد.